# Raphaël Ruiz
Pour les articles homonymes, voir Ruiz.
Raphaël Ruiz, né le 12 novembre 1938, à Puigcerdà, en Espagne, est un ancien joueur français de basket-ball. Il évolue au poste d'ailier.

## Biographie
Raphaël Ruiz est membre de l'équipe de France disputant les championnats du monde de basket-ball à Rio de Janeiro (Brésil) en 1963. Il a joué au Stade montois, à l'ABC Nantes et à l'ESM Challans,.

## Palmarès
- Champion de France Excellence 1958
- Coupe de France 1966
- Champion de France de Nationale 2 1971
- 7e du championnat de Nationale 1 1972